# 瀬戸健
瀬戸 健（せと たけし、1978年5月1日 - ）は日本の起業家。RIZAPグループ創業者。

## 経歴・人物
福岡県北九州市でパン屋を営む家庭に生まれる。小さいころから「できない」「だらしない」といわれて育ってきたため、自己実現を続けることが瀬戸自身の考え方の根底に根付く。北筑高校で出会った彼女のダイエットに協力したことが「RIZAP」の立ち上げのきっかけとなった。卒業後、日雇いなどで毎日生活するも、彼女に振られたことから一念発起し受験勉強に励む。4ヶ月間の猛勉強の末、明治大学商学部二部（夜間）に入学。大学在学中にパソコン教材販売代行を起業。その後大学を中退して、24歳の時に健康食品「豆乳クッキーダイエット」の通信販売を目的として健康コーポレーションを起業。2006年に上場を果たすも、直後に売上が急降下してしまう。
2011年、たばこをやめた後に急激に太ってしまい、個人で専属トレーナーの指導を受けてダイエットに成功したことを契機に、トレーニングや日常生活のアドバイスにより2ヶ月で成果を出す個別指導形トレーニングジム「RIZAP」の事業を展開し、急成長を果たす。これも瀬戸自身の「能力よりもゴール設定」・「『人は変われる。』を証明する」といった自己実現の考え方が事業展開の根底にあるという。
ライザップが掲げている低糖質食事法と筋肉トレーニングを組み合わせたダイエット手法は、もともとはトレーナーの吉川朋孝が考案した「吉川メソッド」を模倣したものだと言われる。
その後、積極的なM&Aにより美容・健康、アパレル、住・ライフスタイル全般に事業を拡大し、数十社のグループ会社を擁するRIZAPグループを築く。

## 出演

### テレビ番組
- 日経スペシャル カンブリア宮殿 爆速急拡大！「結果にコミット」の全貌 ライザップビジネスは本物か？（2018年2月8日、テレビ東京）[8]

## 参考資料
- 川島蓉子 (2017年11月30日). “「経営トップが磨く“勘と感”」ライザップ瀬戸社長「私はまったくのダメ人間」”. 日経トレンディネット.  日経BP. 2018年4月7日閲覧。[リンク切れ]
- 川島蓉子 (2017年12月21日). “「経営トップが磨く“勘と感”」ライザップ社長に聞く 料理やアパレルも手がける真意”. 日経トレンディネット.  日経BP. 2018年7月13日時点のオリジナルよりアーカイブ。2018年4月7日閲覧。
- “瀬戸健”. 若手起業家.   学習院大学経済学部経営学科リティシェフゼミ. 2018年4月7日閲覧。
- 佐竹一秀 (2014年4月29日). “【挑む】健康コーポレーション・瀬戸健社長”. SankeiBiz.   産経デジタル. 2018年4月7日閲覧。